# Juan Eduardo Faúndez
Juan Eduardo Faúndez Molina 
(Santiago, 24 de junio de 1977) es un sociólogo y político chileno, exmilitante del Partido por la Democracia (PPD). Se desempeñó como director nacional del Instituto Nacional de la Juventud (Injuv) durante el primer gobierno de Michelle Bachelet, entre 2006 y 2010. Luego, ejerció como subsecretario de Servicios Sociales durante el segundo gobierno de la presidenta Michelle Bachelet, entre 2014 y 2018.
Actualmente lidera el partido político en formación Partido Socialdemócrata (PSD).

## Familia y estudios
Hijo del industrial Guillermo Aquiles Faundez Villarroel y María Angélica Molina Godoy.
Es sociólogo de la Universidad de Chile, entre marzo y diciembre del 2000 realizó un postítulo en diseño y evaluación de proyectos y programas sociales en la Facultad de Ciencias Sociales de esa casa de estudios. Posteriormente cursó un máster en sociología de la población, el territorio y las migraciones de la Universidad Complutense de Madrid, España. Paso que complementó en Inglaterra y Estados Unidos.

## Trayectoria pública
Militante del Partido por la Democracia (PPD) desde el 2000, se inició en la Universidad de Chile como presidente de la Escuela de Sociología. Posteriormente entre 2003 y 2006, asumió la presidencia de la Juventud del PPD.
Se ha desempeñado como investigador en distintas instituciones, siendo consultor en el Instituto Interamericano de Cooperación Agrícola (IICA) de la Organización de Estados Americanos (OEA); encargado de Cálculo de Indicadores Socioeconómicos para América Latina, y entre 2001 y 2006, trabajó como consultor en la Comisión Económica para América Latina y el Caribe (CEPAL), de las Naciones Unidas.
Durante el primer gobierno de Michelle Bachelet, entre 2006 y 2010 fue director nacional del Instituto Nacional de la Juventud (INJUV), posteriormente ha realizado diversas asesorías para organismos internacionales.
En marzo de 2014, en el marco del segundo gobierno de Michelle Bachelet, fue designado como subsecretario de Servicios Sociales, ejerciendo el cargo hasta el final de la administración en marzo de 2018.
En 2021 renunció a su militancia en el PPD, integrándose en calidad de presidente al nuevo Partido Socialdemócrata de Chile (PSD), en formación.